# 16760 Masanori
16760 Masanori este un asteroid din centura principală de asteroizi.

## Descriere
16760 Masanori este un asteroid din centura principală de asteroizi. A fost descoperit pe 11 octombrie 1996 la Yatsuka de Hiroshi Abe (astronom). Asteroidul prezintă o orbită caracterizată de o semiaxă mare de 2,60 ua, o excentricitate de 0,26 și o înclinație de 6,9° în raport cu ecliptica.